# Chiesa dei Santi Pietro e Paolo (Rovellasca)
La chiesa dei Santi Pietro e Paolo è la parrocchiale di Rovellasca in provincia e diocesi di Como; fa parte del vicariato di Lomazzo.

## Storia
La primitiva cappella di Rovellasca, edificata nel XIV secolo, era dedicata a santa Maria, con la facciata rivolta a settentrione e citata in un atto risalente al 1517; essa fu sostituita nel XVI secolo da una nuova chiesa con una pianta ruotata di 180 gradi, che risultava intitolata nei primi tempi sia a Santa Maria che a San Pietro, e, successivamente, solo a quest'ultimo.
L'edificio fu interessato da un rifacimento nel 1712; un ulteriore intervento venne condotto tra il 1849 e il 1851, allorché si provvide a realizzare le navate laterali, in modo da poter contenere tutti i fedeli. In quell'occasione la dedica fu mutata ai Santi Pietro e Paolo.
Nel 1892 il vescovo Andrea Carlo Ferrari, compiendo la sua visita pastorale, trovò che la parrocchiale aveva alle sue dipendenze le due cappelle di Santa Marta e dell'Immacolata, che la rendita del beneficio era di circa 1170 lire e che i fedeli ammontavano a 3000.
Nella seconda metà degli anni venti del Novecento la chiesa fu ampliata per volere di don Lorenzo Moia e nel 1982 la facciata venne ristrutturata.

## Descrizione

### Facciata
La facciata a salienti della chiesa, rivolta a ponente, è suddivisa da una cornice marcapiano in due registri, entrambi scanditi da lesene e semicolonne; quello inferiore, d'ordine tuscanico, presenta al centro il portale maggiore e ai lati due nicchie ospitanti altrettante statue e gli ingressi secondari, sormontati da altrettante finestre, mentre quello superiore, d'ordine ionico, è affiancato da due volute, caratterizzata da una finestre e due nicchie e coronata dal timpano di forma triangolare.
Annesso alla parrocchiale è il campanile in mattoni a base quadrata, la cui cella presenta su ogni lato una monofora ed è coronata da una balaustra.

### Interno
L'interno dell'edificio si compone di tre navate, separate da pilastri sorreggenti archi a tutto sesto; al termine dell'aula si sviluppa il presbiterio, rialzato di due gradini e chiuso dall'abside di forma semicircolare.
Qui sono conservate diverse opere di pregio, tra le quali l'altare maggiore, collocato nel 1834, e lo stendardo raffigurante Santa Marta assieme alla Madonna con il bambino e al Santissimo Sacramento, risalente al XVII secolo.